# Ordre des avocats de Paris
Barreau de Paris
L'ordre des avocats, ou barreau, de Paris est l'ensemble des avocats du tribunal judiciaire de Paris.

## Histoire
Si la profession d'avocat existe en France depuis 1274, une organisation professionnelle de la profession n'a vu le jour que sous le règne de Louis XIV.
En 1340, une première liste d'avocats parisiens recense 51 noms.
Au XVIIIe siècle, le barreau manifeste son indépendance vis-à-vis des institutions publiques en intervenant dans les grands débats qui agitent la France d'avant la Révolution. Cette dernière est bien accueillie par de nombreux avocats ; mais leur profession demeure inséparable de l'organisation judiciaire de l'Ancien Régime et disparaît avec elle en 1790.
Durant la Révolution, certains avocats poursuivent leurs activités, notamment en défendant certains accusés devant le Tribunal criminel révolutionnaire. Les avocats obtiendront de Napoléon le rétablissement des barreaux et des ordres d'avocat en 1810. Mais Napoléon fait nommer le bâtonnier et les membres du Conseil de l'ordre par le Procureur général. C'est Louis-Philippe qui donnera le droit aux avocats de choisir eux-mêmes leurs représentants en 1830, permettant ainsi un affranchissement de la tutelle des pouvoirs publics.
Le siège de l’ordre des avocats au 11, place Dauphine à Paris, est construit en 1912 par Georges Vaudoyer.
Il faut attendre 1919 pour que les premières élections ordinales comptent des votes en faveur de femmes avocats, Jeanne Chauvin et Maria Vérone, et elles n’obtiennent, respectivement, que 21 et 15 voix (sur 836 votants). En 1950, Lucile Tinayre devient la première femme membre de l'Ordre des avocats de Paris . Ce n'est qu'au bout de douze ans qu’une autre femme y est élue, en 1962.
En 2021, le nombre d'avocats inscrits au Barreau de Paris est d'environ 32 000 personnes, chiffre qui représente  environ 45 % des avocats français et étrangers exerçant en France, qui est d'environ 71 000. En mai 2025, maître Assous, avocat de Gérard Depardieu dans le cadre du procès devant le Tribunal Judiciaire de Paris, déclare, alors qu'il est interrogé sur BFM-TV , qu'il y a 77 000 avocats en France alors qu'il a fait l'objet quelques jours auparavant dans le " Le Monde" d'une déclaration d'environ 200 de ses confrères contestant ses styles de plaidoirie.  
L'ordre des avocats de Paris est l'un des 164 ordres d'avocats établis en France, au vu de la liste des barreaux définie par le Conseil National des Barreaux . 

## Bâtonniers

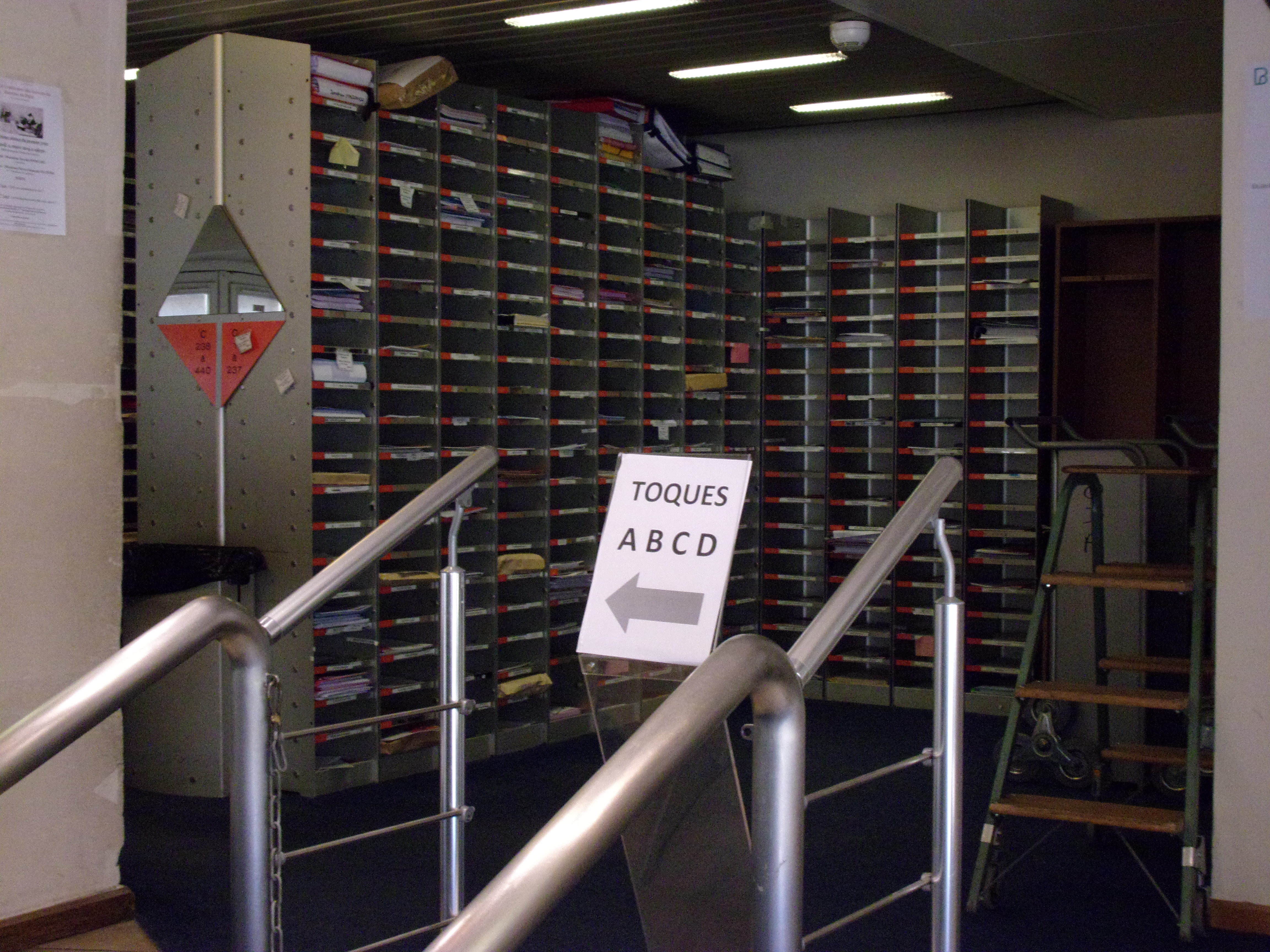
Case courrier des avocats à la cour d'appel de Paris.

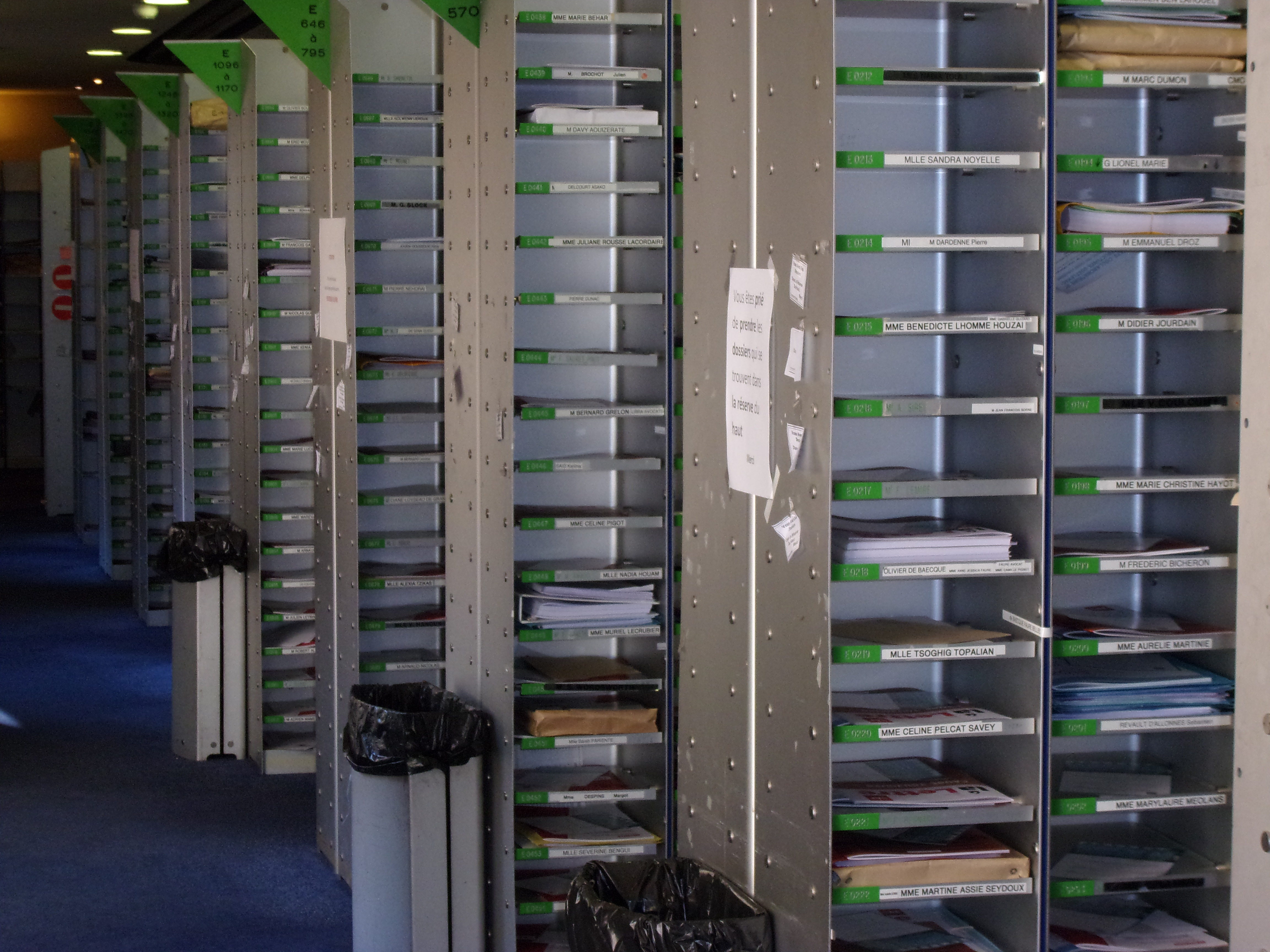
Case courrier des avocats à la cour d'appel de Paris.

Longtemps dirigé par un homme, l'ordre des avocats de Paris a élu quatre femmes à sa tête depuis 1998.
En 1998, Dominique de La Garanderie devient la première femme à diriger le barreau de Paris. Cette année-là, l'Ordre des avocats de Paris subit sa première grève, un mouvement social sans précédent ; le motif en est la différence de salaire entre les hommes et les femmes pour un même poste.

### Liste

#### Sous l'Ancien Régime
- 1617-1618 : Denis Doujat
- 1618-1619 : Mathias Maréchal
- 1610-1620 : Jean Amariton
- 1707-1708 : Louis Nivelle
- 1787-1788 : Pierre-Jean-Baptiste Gerbier

#### Après la refondation
- 1811 : Gaspard Gilbert Delamalle
- 1812-1816 : Joseph Delacroix-Frainville
- 1816 : Jean-François Fournel
- 1817 : Louis Bonnet
- 1818-1820 : François-Laurent Archambault
- 1820 : Guillaume-Simon Delahaye
- 1821-1822 : Jean Baptiste Louis Joseph Billecocq
- 1823-1824 : Jean-André Gairal
- 1826 : Ange-François Pantin
- 1827-1828 : Jean-Baptiste-Antoine Thévenin
- 1829 : Jean-Baptiste Louis
- 1830 : André Dupin
- 1830-1832 : François Mauguin
- 1832-1834 : Jean-Baptiste-Nicolas Parquin
- 1834-1836 : Philippe Dupin
- 1836-1837 : Claude Alphonse Delangle
- 1838-1839 : Jean-Baptiste Teste
- 1839-1840 : Alphonse Paillet
- 1840-1842 : Pierre Marie de Saint-Georges
- 1842-1844 : Gustave Louis Chaix d'Est-Ange
- 1844-1846 : Jean-Baptiste Duvergier
- 1846-1848 : Pierre Jules Baroche
- 1848-1850 : Éloy Ernest Forestier de Boinvilliers
- 1850-1852 : Joachim Gaudry
- 1852-1854 : Pierre-Antoine Berryer
- 1854-1856 : Eugène Bethmont
- 1856-1858 : Félix Liouville
- 1858-1860 : Jean-Alexandre Plocque
- 1860-1862 : Jules Favre
- 1862-1864 : Jules Dufaure
- 1864-1866 : Ernest Desmarest
- 1866-1868 : Édouard Allou
- 1868-1870 : Jules Grévy
- 1870-1872 : Edmond Rousse
- 1872-1874 : Adolphe Lacan
- 1874-1876 : Jules Senard
- 1876-1878 : Alexandre Bétolaud
- 1878-1880 : Jules Nicolet
- 1880-1882 : Henri Barboux
- 1882-1884 : Oscar Falateuf
- 1884-1885 : Jules Le Berquier
- 1885-1887 : Auguste Martini
- 1887-1889 : Émile Durier
- 1889-1891 : Ernest Cresson
- 1891-1893 : Henry du Buit
- 1893-1895 : Ernest Cartier
- 1895-1897 : Eugène Pouillet
- 1897-1899 : Edmond Ployer
- 1899-1901 : Léon Devin
- 1901-1903 : Albert Danet
- 1903-1905 : Ernest Bourdillon
- 1905-1907 : Charles Chenu
- 1907-1909 : Raoul Rousset
- 1909-1911 : Julien Busson-Billault
- 1911-1913 : Fernand Labori
- 1913-1919 : Henri-Robert
- 1919-1921 : Gustave Mennesson
- 1921-1923 : Albert Salles
- 1923-1925 : Manuel Fourcade
- 1925-1927 : Henry Aubépin
- 1927-1929 : Georges Guillaumin
- 1929-1931 : Fernand Payen
- juin-octobre 1931 : Raymond Poincaré[5]
- octobre 1931-1932 : Claude Léouzon-le-Duc
- 1932-1934 : Émile de Saint-Auban
- 1934-1936 : William Thorp
- 1936-1938 : Étienne Carpentier
- 1938-1945 : Jacques Charpentier
- 1945-1947 : Marcel Poignard
- 1947-1949 : Maurice Ribet
- 1949-1951 : André Toulouse
- 1951-1953 : Georges Chresteil
- 1953-1955 : Marcel Héraud
- 1955-1957 : René-William Thorp
- 1957-1959 : Maurice Alléhaut
- 1959-1961 : Paul Arrighi
- 1961-1963 : Marcel Grente
- 1963-1965 : René Bondoux
- 1965-1967 : Albert Brunois
- 1967-1969 : Claude Lussan
- 1969-1971 : Jean Lemaire
- 1971-1973 : Bernard Baudelot
- 1974-1975 : Bernard Lasserre
- 1976-1977 : Francis Mollet-Viéville
- 1978-1979 : Louis-Edmond Pettiti (de)
- 1980-1981 : Jean Couturon
- 1982-1983 : Bernard du Granrut
- 1984-1985 : Guy Danet
- 1986-1987 : Mario Stasi
- 1988-1989 : Philippe Lafarge
- 1990-1991 : Henri Ader
- 1992-1993 : Georges Flécheux
- 1994-1995 : Jean-René Farthouat
- 1996-1997 : Bernard Vatier
- 1998-1999 : Dominique de La Garanderie
- 2000-2001 : Francis Teitgen
- 2002-2003 : Paul-Albert Iweins
- 2004-2005 : Jean-Marie Burguburu
- 2006-2007 : Yves Repiquet
- 2008-2009 : Christian Charrière-Bournazel
- 2010-2011 : Jean Castelain
- 2012-2013 : Christiane Féral-Schuhl
- 2014-2015 : Pierre-Olivier Sur
- 2016-2017 : Frédéric Sicard
- 2018-2019 : Marie-Aimée Peyron
- 2020-2021 : Olivier Cousi
- 2022-2023 : Julie Couturier
- Depuis 2024 : Pierre Hoffman

## Controverses

### Invalidation des comptes
Le Canard enchaîné indique que la Cour de cassation a invalidé en octobre 2017 les comptes de l'Ordre des avocats de Paris pour l'année 2012, en raison d'un budget considéré comme opaque, voire mystérieux. La Cour d'appel avait annulé en 2016 les comptes de l'ordre après saisine de plusieurs syndicats d'avocats, en raison d'un « défaut d’information de ses membres ».
L’avocat Avi Bitton, qui était Membre élu du Conseil de l’Ordre et Secrétaire général du syndicat Manifeste des avocats collaborateurs (MAC) avait déposé un recours à la Cour d’appel de Paris, car les comptes de 2012, sous le bâtonnat de Christiane Féral-Schuhl, faisaient apparaître 5 millions d’euros d’honoraires versés par l’Ordre à des « avocats missionnés », mais sans préciser les noms des avocats concernés, leurs missions et les montants perçus par chacun.

### Défaut de transparence financière
Le Barreau de Paris se voit fréquemment reprocher un manque de transparence en matière financière, « l’ordre parisien des avocats bénéficiant d’un confortable budget annuel de 80 millions d’euros (mais aussi d’un flux de 15 milliards d’euros transitant chaque année par ses comptes), dont quelque 5 millions sont redispatchés annuellement à des confrères triés sur le volet pour des prestations juridiques diverses ».
Une étude du cabinet Mazars pointe en 2017, selon l'avocat Jean-Louis Bessis, un « usage pernicieux consistant à distribuer discrétionnairement avantages, postes et honoraires » au sein du Barreau de Paris,.

### Défaut de transparence
Le processus d'élection du bâtonnier ainsi que la circulation de l'information entre les membres du Barreau de Paris semblent parfois problématiques,.